# داني ينغ (كرة سلة)
داني ينغ (بالإنجليزية: Danny Young)‏ مواليد 26 يوليو 1962 في رالي، هو لاعب كرة سلة أمريكي معتزل. بدأ مسيرته الاحترافية في سنة 1984. تم اختياره من قبل فريق سياتل سوبرسونيكس خلال الدرافت. يبلغ طوله 6 قدم 3 بوصة (1.9 م). اعتزل اللعب في 1994.

## المسيرة الاحترافية
لعب مع سياتل سوبرسونيكس في سنة 1984، ثم لعب مع سياتل سوبرسونيكس من سنة 1985 إلى 1988، ثم لعب مع بورتلاند ترايل بلايزرز من سنة 1988 إلى 1992، ثم لعب مع لوس أنجلوس كليبرز في سنة 1992، ثم لعب مع ديترويت بيستونز في موسم 1992–1993، ثم لعب مع ليموج سي إس بي في الدوري الفرنسي في موسم 1993–1994، ثم لعب مع ميلووكي باكز في سنة 1994.

## روابط خارجية
- داني ينغ على موقع إن بي أي (الإنجليزية)
- داني ينغ على موقع سبورتس رفرنس (الإنجليزية)
- داني ينغ على موقع كلية كرة السلة في سبورتس رفرنس.كوم (الإنجليزية)
- داني ينغ على موقع ريلجم (الإنجليزية)
- داني ينغ على موقع بروبوليرز (الإنجليزية)